# Przemysław Krajewski
Przemysław Krajewski (ur. 20 stycznia 1987 w Ciechanowie) – polski piłkarz ręczny, lewoskrzydłowy, od 2017 zawodnik Wisły Płock.
Reprezentant Polski, brązowy medalista mistrzostw świata w Katarze (2015), uczestnik igrzysk olimpijskich w Rio de Janeiro (2016).

## Kariera sportowa
Wychowanek Czarnych Regimin, w których występował w latach 1997–2002. Przez następne siedem lat był graczem Juranda Ciechanów. W sezonie 2008/2009, w którym rzucił 177 goli w 21 meczach, został królem strzelców I ligi. W latach 2009–2012 grał w Nielbie Wągrowiec.
W 2012 przeszedł do Azotów-Puławy, w których występował do 2017. W sezonie 2012/2013 zdobył 175 bramek i zajął 2. miejsce w klasyfikacji najlepszych strzelców Superligi. W sezonie 2014/2015, w którym rzucił 160 bramek w 31 meczach, został królem strzelców Superligi. W sezonie 2015/2016 zdobył 153 gole, zajmując 4. miejsce w klasyfikacji najlepszych strzelców polskiej ligi. 25 marca 2017 w spotkaniu z KPR-em Legionowo (31:26) rzucił tysięczną bramkę w Superlidze (do Klubu 1000 Bramek wszedł więc w ósmym sezonie występów w najwyższej klasie rozgrywkowej). Ponadto w sezonie 2012/2013 został królem strzelców Pucharu Polski – w pięciu meczach zdobył 32 gole. Będąc graczem puławskiej drużyny występował też w europejskich pucharach – w Challenge Cup rzucił w ciągu trzech sezonów 68 bramek, natomiast w Pucharze EHF zdobył w latach 2015–2016 12 goli.
W lipcu 2017 został zawodnikiem Wisły Płock, z którą podpisał trzyletni kontrakt (informację o transferze ogłoszono w kwietniu 2016). W barwach płockiego klubu zadebiutował 2 września 2017 w wygranym meczu Superligi ze Spójnią Gdynia (39:23), w którym zdobył jednego gola. W Lidze Mistrzów wystąpił po raz pierwszy 17 września 2017 w spotkaniu z Vardarem Skopje (22:26), w którym rzucił trzy bramki. W sezonie 2017/2018 rozegrał w najwyższej polskiej klasie rozgrywkowej 35 meczów i zdobył 120 goli, natomiast w Lidze Mistrzów wystąpił 14 razy, rzucając 29 bramek. W sezonie 2018/2019 rozegrał w Superlidze 30 meczów i zdobył 56 goli, zaś w Lidze Mistrzów wystąpił w 14 spotkaniach, w których rzucił 24 bramki.
W reprezentacji Polski zadebiutował 31 października 2012 w wygranym meczu z Holandią (33:22), w którym rzucił trzy gole. Uczestniczył w mistrzostwach świata w Hiszpanii (2013; 9. miejsce) i mistrzostwach Europy w Danii (2014; 6. miejsce). W 2015 zdobył brązowy medal na mistrzostwach świata w Katarze, podczas których w dziewięciu meczach rzucił 11 bramek. W 2016 uczestniczył w mistrzostwach Europy w Polsce. Również w 2016 wziął udział w igrzyskach olimpijskich w Rio de Janeiro (4. miejsce). W 2017 wystąpił w mistrzostwach świata we Francji – zagrał we wszystkich siedmiu meczach, w których zdobył 25 goli. Podczas mistrzostw Europy 2020 zagrał w inauguracyjnym spotkaniu ze Słowenią (23:26), w którym doznał kontuzji kolana, skutkującą kilkutygodniową rehabilitacją. W kadrze zastąpił go Michał Olejniczak. W lutym 2023, po rozgrywanych w Polsce i Szwecji MŚ, zakończył karierę reprezentacyjną.

## Sukcesy
Reprezentacja Polski
- 3. miejsce w mistrzostwach świata: 2015

Indywidualne
- Król strzelców Superligi: 2014/2015 (160 bramek; Azoty-Puławy)[4]
- Król strzelców Pucharu Polski: 2012/2013 (32 bramki; Azoty-Puławy)[7]
- 2. miejsce w klasyfikacji najlepszych strzelców Superligi: 2012/2013 (175 bramek; Azoty-Puławy)[3]
- 4. miejsce w klasyfikacji najlepszych strzelców Superligi: 2015/2016 (153 bramki; Azoty-Puławy)[5]
- Król strzelców I ligi: 2008/2009 (177 bramek; Jurand Ciechanów)[2]

Odznaczenia
- Srebrny Krzyż Zasługi (2015)[17]

## Statystyki
| Klub                            | Sezon     | Liga        | Liga | Liga | Liga |    | Puchar Polski | Puchar Polski | Puchar Polski |    | EHF | EHF | EHF | EHF |     | Razem | Razem | Razem |
| Klub                            | Sezon     | Liga        | M    | B    | Śr.  | M  | B             | Śr.           | M             | B  | EHF | Śr. | M   | B   | Śr. |       |       |       |
| ------------------------------- | --------- | ----------- | ---- | ---- | ---- | -- | ------------- | ------------- | ------------- | -- | --- | --- | --- | --- | --- | ----- | ----- | ----- |
| Nielba Wągrowiec                | 2009/2010 | Ekstraklasa | 27   | 71   | 2,6  | 1  | 0             | 0             | –             | –  | –   | –   | 28  | 71  | 2,5 |       |       |       |
| Nielba Wągrowiec                | 2010/2011 | Superliga   | 27   | 121  | 4,5  | 3  | 14            | 4,7           | –             | –  | –   | –   | 30  | 135 | 4,5 |       |       |       |
| Nielba Wągrowiec                | 2011/2012 | Superliga   | 28   | 136  | 4,9  | 1  | 6             | 6             | –             | –  | –   | –   | 29  | 142 | 4,9 |       |       |       |
| Nielba Wągrowiec                | Razem     | Razem       | 82   | 328  | 4    | 5  | 20            | 4             | –             | –  | –   | –   | 87  | 348 | 4   |       |       |       |
| Azoty-Puławy                    | 2012/2013 | Superliga   | 33   | 175  | 5,3  | 5  | 32            | 6,4           | Challenge Cup | 2  | 10  | 5   | 40  | 217 | 5,4 |       |       |       |
| Azoty-Puławy                    | 2013/2014 | Superliga   | 29   | 107  | 3,7  | 3  | 16            | 5,3           | Challenge Cup | 8  | 30  | 3,8 | 40  | 153 | 3,8 |       |       |       |
| Azoty-Puławy                    | 2014/2015 | Superliga   | 31   | 160  | 5,2  | 5  | 27            | 5,4           | Challenge Cup | 6  | 28  | 4,7 | 42  | 215 | 5,1 |       |       |       |
| Azoty-Puławy                    | 2015/2016 | Superliga   | 32   | 153  | 4,8  | 3  | 20            | 6,7           | Puchar EHF    | 2  | 8   | 4   | 37  | 181 | 4,9 |       |       |       |
| Azoty-Puławy                    | 2016/2017 | Superliga   | 31   | 106  | 3,4  | 3  | 13            | 4,3           | Puchar EHF    | 2  | 4   | 2   | 36  | 123 | 3,4 |       |       |       |
| Azoty-Puławy                    | Razem     | Razem       | 156  | 701  | 4,5  | 19 | 108           | 5,7           | –             | 20 | 80  | 4   | 195 | 889 | 4,6 |       |       |       |
| Wisła Płock                     | 2017/2018 | Superliga   | 35   | 120  | 3,4  | 2  | 6             | 3             | Liga Mistrzów | 14 | 29  | 2,1 | 51  | 155 | 3   |       |       |       |
| Wisła Płock                     | 2018/2019 | Superliga   | 30   | 56   | 1,9  | 3  | 2             | 0,7           | Liga Mistrzów | 14 | 24  | 1,7 | 47  | 82  | 1,7 |       |       |       |
| Wisła Płock                     | Razem     | Razem       | 65   | 176  | 2,7  | 5  | 8             | 1,6           | Liga Mistrzów | 28 | 53  | 1,9 | 98  | 237 | 2,4 |       |       |       |
| Stan na koniec sezonu 2018/2019 |           |             |      |      |      |    |               |               |               |    |     |     |     |     |     |       |       |       |